# Comitas chuni
Comitas chuni là một loài ốc biển, là động vật thân mềm chân bụng sống ở biển trong họ Turridae.